# 長谷信成
長谷 信成（ながたに のぶなり）は、日本の公家、官僚・華族。子爵。

## 経歴
山城国京都で参議・長谷信篤の長男として誕生。美濃権介に任じられる。慶応2年8月（1866年）朝廷刷新の二二卿建議（廷臣二十二卿列参事件）に加わり、同年12月差控となり、慶応3年2月（1867年）に許された。
慶応3年12月9日（1868年1月3日）王政復古を迎え、同月、秘書御用、参与助役となり、慶応4年1月14日（1868年2月7日）参与に任じられた。その後、会計事務局補加勢、同局権補、近臣、御厩御用掛、少納言、侍従、宮内権大丞、皇后宮亮、兼宮内少丞、白峯宮宮司兼大講義、宮中祗候、歌御会講頌御人数、御歌所参候、御歌御会始奉行などを務めた。
父・信篤の死去に伴い、1903年1月20日、家督を相続し子爵を襲爵した。

## 栄典
- 1902年（明治35年）6月20日 - 正三位[5]
- 1916年（大正5年）12月26日 - 勲五等双光旭日章[6]

## 系譜
- 父：長谷信篤
- 母：不詳
- 妻：しず子 - 阿野公誠長女
- 妻：光子 - 四辻公績八女
- 妻：閑子 - しずこ、大原重徳二女[1]
- 生母不明の子女
  - 長男：長谷信道（子爵）[1]